# Карен Пенс
Карен Сью Пенс (англ. Karen Sue Pence; нар. 1 січня 1957, Канзас) — американська педагогиня, художниця та Друга леді США з 20 січня 2017 до 20 січня 2021 року. Дружина колишнього губернатора штату Індіана і 48-го віцепрезидента Сполучених Штатів Майка Пенса. Була Першою леді Індіани з 2013 до 2017.
Виросла в Індіанаполісі, навчалася в Університеті Батлера.
У 1985 р. одружилась із Майком Пенсом. Пара має трьох дітей — Майкла, Шарлотту та Ендрю.